# Carolinigaster
Carolinigaster is een monotypisch geslacht van schimmels behorend tot de familie Boletaceae. Volgens de Index Fungorum bestaat het geslacht uitsluitend uit de soort Carolinigaster bonitoi.